# Jack McCulloch
John K. "Jack" McCulloch (ur. 15 sierpnia 1872 w Perth – zm. 29 stycznia 1918 w Saint Paul) – kanadyjski sportowiec, największe sukcesy osiągający w łyżwiarstwie szybkim.

## Kariera
McCulloch był wszechstronnym sportowcem, uprawiał między innymi wrotkarstwo, łyżwiarstwo figurowe, kajakarstwo, kolarstwo oraz hokej na lodzie. W 1889 roku pomógł założyć klub hokejowy Winnipeg Victorias. Wziął też udział w zorganizowanym zgodnie z zasadami meczu hokeja, który odbył się w Manitobie 20 grudnia 1890 roku.
Największe sukcesy w karierze osiągał jednak w łyżwiarstwie szybkim. W 1893 roku w Montrealu wziął udział w mistrzostwach Kanady, wygrał wszystkie konkurencje: na dystansie 1 furlonga, pół mili, 1 mili oraz 5 mil. Trzy lata później wystartował na mistrzostwach USA w Saint Paul, gdzie również był najlepszy na wszystkich dystansach: 1 mili, 10 mil, ćwierć mili i 5 mil. Dzięki temu McCulloch został jedynym łyżwiarzem, który zwyciężył na wszystkich dystansach podczas mistrzostw Kanady i USA.
W 1897 roku wystartował na wielobojowych mistrzostwach świata w Montrealu, gdzie zdobył złoty medal. W biegu na 500 m był drugi, natomiast na dystansach 5000 m, 1500 m i 10 000 m był najlepszy. W biegu na 1500 m McCulloch i Alfred Næss z Norwegii uzyskali identyczny czas, zorganizowano więc dogrywkę, w której Kanadyjczyk zwyciężył o zaledwie 2/5 sekundy. Wygrał także bieg na 10 000 m, który został jednak powtórzony, bowiem sędziowie źle policzyli okrążenia. W rozegranym ponownie wyścigu McCulloch wygrał z przewagą ponad 13 sekund nad pozostałymi zawodnikami. Drugie miejsce w wieloboju zajął Alfred Næss, a trzeci był Julius Seyler reprezentujący Cesarstwo Niemieckie.
W 1898 roku zakończył karierę.